# Lyrofusus
Lyrofusus is een geslacht van uitgestorven weekdieren uit de klasse van de Gastropoda (slakken). Exemplaren van dit geslacht zijn slechts als fossiel bekend.

## Soorten
- Lyrofusus costellatus (Grateloup, 1845) †
- Lyrofusus grateloupi Lozouet, 2015 †
- Lyrofusus scalarina (Lamarck, 1803) †